# Anais Lee
Anais Lee, née le 9 juin 2007 à Philadelphie, (Pennsylvanie), est une actrice et danseuse américaine. Elle est connue pour incarner Jessica Ramsey depuis 2020 dans la série Netflix Les Baby-sitters,.

## Divers
Elle a une sœur jumelle, également actrice, Mirabelle Lee.

## Filmographie

### Cinéma
- 2013 : Blood Ties : Janie
- 2018 : The Truth About Lies : une petite fille
- 2019 : Mon étoile solaire : Natasha jeune
- 2020 : The Will : Josie jeune (voix)

### Télévision

#### Séries télévisées
- 2013 : Team Umizoomi : enfant #1
- 2014 : Veep : Halo Bryce
- 2015 : Following : Rose (3 épisodes)
- 2015 : Madam Secretary : Lily Humphrey
- 2015 : Mozart in the Jungle : enfant #2
- 2016 : Blacklist : Sadie Loescher
- 2018 : Happy! : la fille
- 2018 : Puffy : Genevia
- 2020–2021 : Les Baby-sitters : Jessica Ramsey (10 épisodes)
- 2021 : Danger Force : Marcella
- 2021 : La famille Upshaw : Steph Greene

#### Émissions
- 2014 : Good Morning America : Elle-même
- 2015 : The Late Show with Stephen Colbert : Princesse Trick-or-Treater
- 2015 : Live with Regis and Kathie Lee : Elle-même
- 2015 : The Meredith Vieira Show : Elle-même
- 2018 : Lip Sync Battle Shorties : Elle-même
- 2019 : The 40th Annual Young Artist Awards : Elle-même, nommée
- 2020 : The Inspiring Vanessa Show - Talk Show : Elle-même, invitée
- 2020 : Unleashed : Elle-même, jury enfant (4 épisodes)